# باليه أمريكي
الباليه الأمريكي (بالإنجليزية: American Ballet)‏ هو أحد أسليب الرقص المستحدثة في الباليه. نشأ في العام 1988 حين قامت إحدى راقصات الباليه الإيطالي بتعزيز حركات الباليه من حيث رفعة الأرجل واليدين والرقبة بقوة، وبعض الحركات الصعبة من الجمباز مثل العجلة والقفز العالي، ولهذا قامت بتعليمه لبعض الفتيات في الولايات المتحدة لأول مرة ولهذا سمي «بالباليه الأمريكي».